# Armée japonaise de garnison de Chine
L'armée japonaise de garnison de Chine (支那駐屯軍軍, Shina Chutongun) est formée le 1er juin 1901 sous le nom d'armée de garnison de l'empire chinois (清国駐屯軍, Shinkoku Chutongun) dans le cadre de la contribution de l'empire du Japon à la coalition internationale durant la révolte des Boxers. Elle est renommée « armée de garnison de Chine » le 14 avril 1912 mais est régulièrement appelée « garnison de Tianjin »

## Histoire
La 5e division est envoyée en Chine pour protéger les biens et citoyens japonais à Tianjin en juin 1900 au début de la révolte des Boxers. Elle forme le cœur des forces expéditionnaires japonaises en Chine du Nord. Selon les termes du protocole de paix Boxer, le Japon est autorisé à maintenir une garnison militaire pour garder son ambassade en Chine, ainsi que ses concessions, et quelques fortifications et ports stratégiques. La 5e division est ensuite transformée en « armée de garnison de l'empire chinois » en juin 1901.
Après la révolution chinoise de 1911 qui renverse la dynastie Qing et proclame la République de Chine, le nom de l'armée devient anachronique et elle est renommée « armée de garnison de Chine » en 1912.
En avril 1936, à la vue de la dégradation continue des relations diplomatiques entre le Japon et la Chine, l'armée de garnison de Chine est renforcée de dix compagnies d'infanterie et d'un régiment combiné.
Ses forces sont impliquées dans l'affrontement avec les Chinois lors de l'incident du pont Marco Polo qui marque le début de la seconde guerre sino-japonaise. L'armée de garnison de Chine est renforcée en juillet 1937 de la 20e division de l'armée japonaise de Corée et de deux brigades indépendantes combinées de l'armée japonaise du Guandong au Mandchoukouo, puis de trois divisions d'infanterie supplémentaires (les 5e, 6e et 10e divisions) venant directement du Japon pour la bataille de Pékin-Tianjin et l'opération Cháhāěr (en).
L'armée de garnison de Chine est dissoute le 26 août 1937 et ses forces sont redistribuées entre les 1re et 2e armées et l'armée régionale japonaise de Chine du Nord. Ses fonctions de garnison à Tianjin sont assignées à la 27e division.

## Commandants

### Officiers
|    | Nom                                  | De               | À                |
| -- | ------------------------------------ | ---------------- | ---------------- |
| 1  | Lieutenant-général Ōshima Hisanao    | 1er juin 1901    | 4 juillet 1901   |
| 2  | Lieutenant-général Yamane Takesuke   | 4 juillet 1901   | 25 octobre 1901  |
| 3  | Général Akiyama Yoshifuru            | 25 octobre 1901  | 2 avril 1903     |
| 4  | Lieutenant-général Senba Taro        | 2 avril 1903     | 25 juin 1905     |
| 5  | Général Kamio Mitsuomi               | 25 juin 1905     | 27 novembre 1906 |
| 6  | Lieutenant-général Aizo Nakamura     | 27 novembre 1906 | 21 novembre 1908 |
| 7  | Lieutenant-général Teijiro Abe       | 21 novembre 1908 | 24 avril 1912    |
| 8  | Lieutenant-général Kojiro Sato       | 24 avril 1912    | 8 août 1914      |
| 9  | Général Takeshi Nara                 | 8 août 1914      | 5 juillet 1915   |
| 10 | Lieutenant-général Sueharu Saito     | 5 juillet 1915   | 2 mai 1916       |
| 11 | Lieutenant-général Masaomi Ishimitsu | 2 mai 1916       | 10 juin 1918     |
| 12 | Général Hanzo Kanaya                 | 10 juin 1918     | 25 juillet 1919  |
| 13 | Lieutenant-général Jirō Minami       | 25 juillet 1919  | 20 janvier 1921  |
| 14 | Lieutenant-général Ichiba Suzuki     | 20 janvier 1921  | 6 août 1923      |
| 15 | Lieutenant-général Kensaku Yoshioka  | 6 août 1923      | 1er mai 1925     |
| 16 | Lieutenant-général Rokuichi Koizumi  | 1er mai 1925     | 2 mars 1926      |
| 17 | Lieutenant-général Toyoki Takada     | 2 mars 1926      | 26 juillet 1927  |
| 18 | Lieutenant-général Kametaro Arai     | 26 juillet 1927  | 16 mars 1929     |
| 19 | Général Kenkichi Ueda                | 16 mars 1929     | 22 décembre 1930 |
| 20 | Lieutenant-général Kōhei Kashii (en) | 22 décembre 1930 | 29 février 1932  |
| 21 | Général Kōtarō Nakamura              | 29 février 1932  | 5 mars 1934      |
| 22 | Général Yoshijirō Umezu              | 5 mars 1934      | 1er août 1935    |
| 23 | Général Hayao Tada                   | 1er août 1935    | 1er mai 1936     |
| 24 | Lieutenant-général Kanichirō Tashiro | 1er mai 1936     | 12 juillet 1937  |
| 25 | Lieutenant-général Kiyoshi Katsuki   | 12 juillet 1937  | 26 août 1937     |

### Chef d'état-major
|   | Nom                              | De              | À               |
| - | -------------------------------- | --------------- | --------------- |
| 1 | Major-général Kenji Matsumoto    | 10 août 1928    | 1er août 1931   |
| 2 | Major-général Toshijiro Takeuchi | 1er août 1931   | 9 janvier 1932  |
| 3 | Major-général Monya Kikuchi      | 9 janvier 1932  | 1er août 1934   |
| 4 | Général Takashi Sakai            | 1er août 1934   | 2 décembre 1935 |
| 5 | Major-général Takenori Nagami    | 2 décembre 1935 | 1er août 1936   |
| 6 | Major Gumu Hashimoto             | 1er août 1936   | 26 août 1937    |